# Diadema de las lises

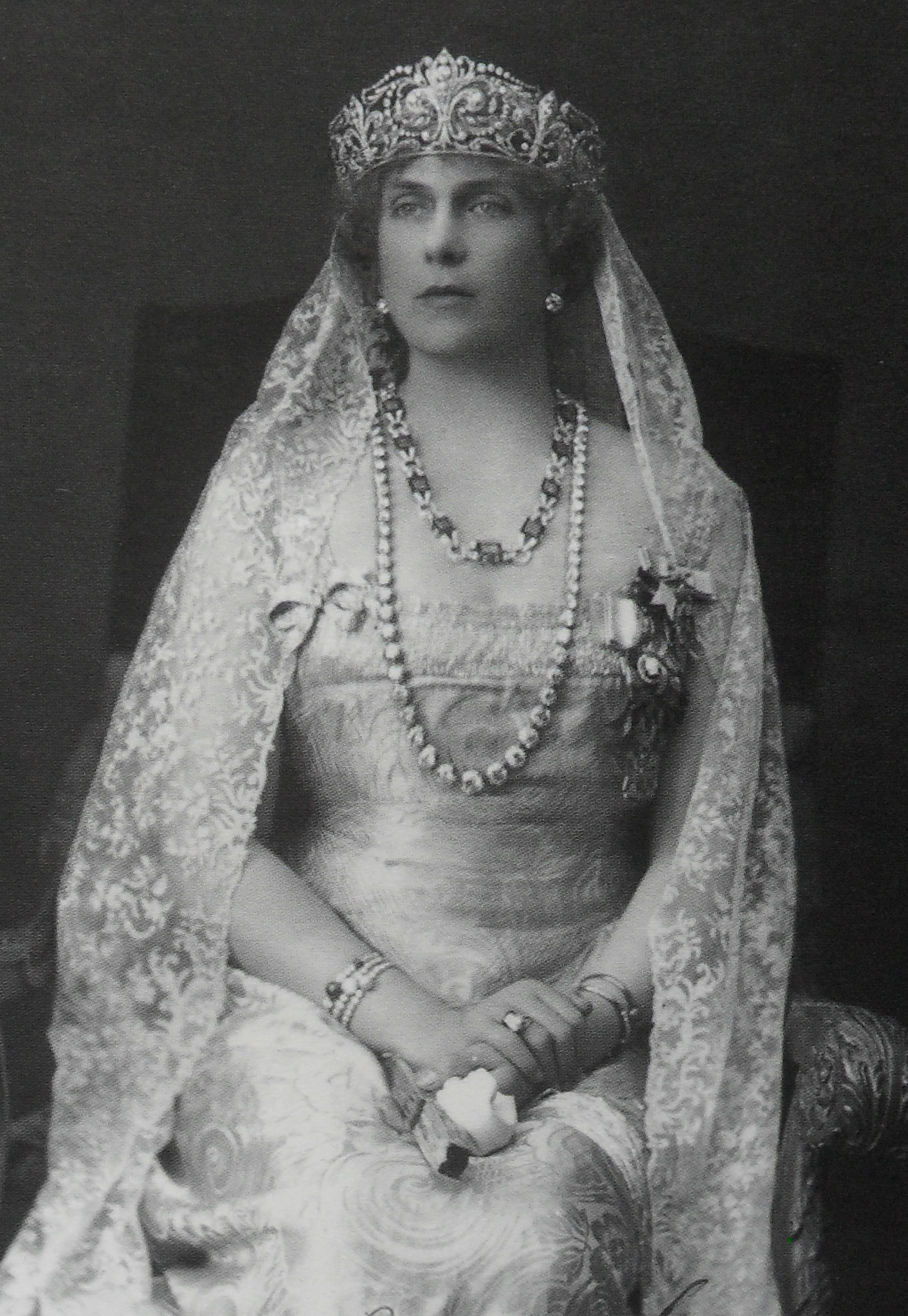
Retrato de la reina Victoria Eugenia portando la tiara de las lises, el collar de chatones de diamantes y las esmeraldas regalo de la emperatriz Eugenia de Francia.

La tiara con brillantes conocida como la tiara de la flor de lis o de las flores de lis, es una de las joyas más importantes con que cuenta la familia real española. No es una joya de Estado, sino propiedad privada de la familia real y por ello la llevaron consigo al exilio en 1931.
Su diseño lo forman tres flores de lis, correspondientes a las armas de la Casa de Borbón, realizadas en diamantes engastados en platino. Una gran flor de lis, con los diamantes más grandes, aparece en la parte central, con las otras dos, más pequeñas, a cada lado de esta. El resto de la diadema está decorado con formas vegetales.
Fue un regalo personal de bodas a la reina Victoria Eugenia de Battenberg, por su esposo el rey Alfonso XIII en mayo de 1906, luciéndola el día del enlace. Fue encargada a la casa de joyería Ansorena de Madrid. Se amplió en 1910, añadiéndole nuevos elementos y unas charnelas que permitían agrandar su base.
La reina Victoria Eugenia la lució en numerosas ocasiones hasta 1967, en que, con motivo de la cena de gala previa a la boda de su nieta la infanta Pilar, la lució por última vez, pasando entonces a su nuera María de las Mercedes de Borbón y Orleans, ya que forma parte de las denominadas «joyas de pasar», pues pasan de generación en generación al heredero de la dinastía. Con ella asistió doña María de las Mercedes a la coronación de Isabel II del Reino Unido en 1953.
Posteriormente doña María se la entregaría a su nuera la reina Sofía. La reina la utilizó en ocasiones excepcionales, sobre todo en visitas de Estado de monarcas extranjeros. 
Esta diadema está reservada al uso de las reinas de España. No ha sido lucida en ninguna ocasión por las hijas del rey, las infantas Elena y Cristina o por su nuera antes de convertirse en reina, pues aunque se barajó esa opción para la boda de la princesa Letizia, al final se optó por la tiara de Victoria Luisa de Prusia, abuela de doña Sofía, quien la había recibido el día de su matrimonio como regalo de su padre, el káiser Guillermo II de Alemania y que fue aportada por la reina Sofía a la familia de su esposo al momento de su matrimonio el 14 de mayo de 1962, habiéndola lucido doña Sofía en tal día.
Tras el ascenso al trono de su marido, la reina Letizia la lució por primera vez en la recepción en 2017 al entonces presidente argentino Mauricio Macri.
La diadema de las flores de lis ha sido expuesta al público en varias ocasiones, la última vez fue a finales del año 2009, en una exposición retrospectiva de joyas del fabricante, titulada El esplendor refulgente: la Diadema, en la sede madrileña de Ansorena.